# Stockholm Records
Stockholm Records — шведський музичний лейбл, що спеціалізується переважно на виданні альбомів у жанрах поп та поп-рок. Лейбл був створений у 1992 році Улою Гоканссоном та Александром Бардом. У 1998 році компанія була придбана Universal Music Group і на цей час є її дочірнім підрозділом.

## Співпрацюючі виконавці[1]
- A-Teens
- Antiloop
- Army of Lovers
- E-Type
- Cool James and Black Teacher
- DJ Mendez
- Richi M
- The Cardigans
- Vacuum
- Пернілла Вальгрен
- Робін Кук
- Вероніка Маджіо
- Ліза Місковскі
- Юган Ренк
- Анна Тернгейм

## Контактна інформація
Фізична адреса:

Stockholm Records AB

BOX 55757

114 83 Stockholm

Sweden